# 土地閒置稅
土地閒置稅， 又名土地閒置費，在台灣或稱空地稅，是政府當局財政部對可以建築而逾期開工或只作低度利用的私人持有地皮，懲收處罰性賦稅，希望通過加重「囤積居奇」的地主成本，促進第一手房屋的供應，以物業市場的供求關係平衡，抑制物業價格上漲。

## 差異
- 地稅
- 物業稅
- 地租
- 額外印花稅
- 買家印花稅

## 外部參考
1. ↑  .   [2013-01-20]. （原始内容存档于2016-03-04）.
2. ↑  中國大陸 土地閒置稅[永久]
3. ↑  台灣 空地稅[永久]